# Râle à poitrine blanche
Amaurornis phoenicurus
Espèce
Statut de conservation UICN

 LC  : Préoccupation mineure
Le Râle à poitrine blanche (Amaurornis phoenicurus) est une espèce d'oiseau appartenant à la famille des Rallidae.

## Répartition
Il se reproduit dans les marais du sud de l'Asie depuis le Pakistan, l'Inde et le Sri Lanka jusqu'au sud de la Chine et l'Indonésie.

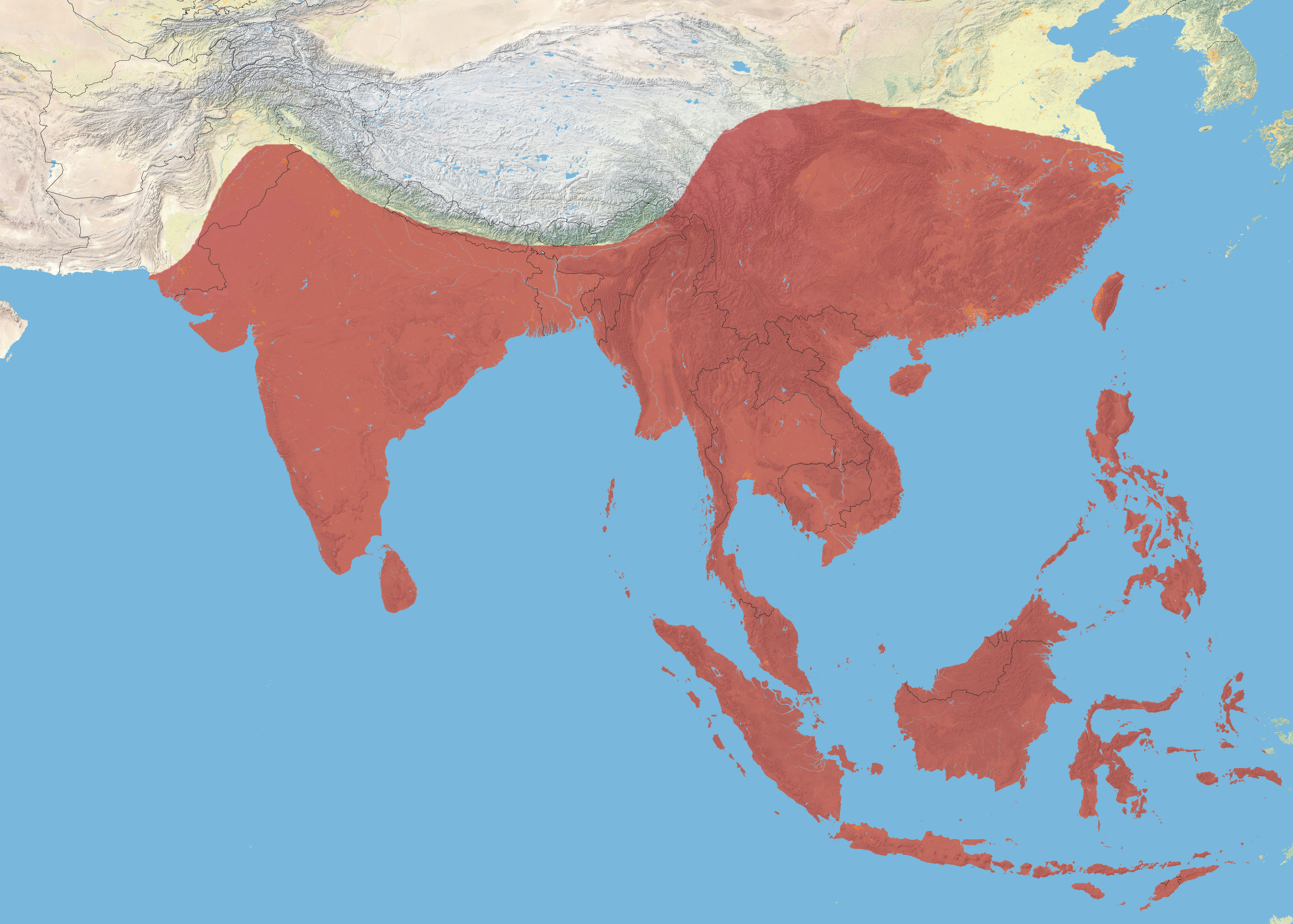
Aire de répartition des râles à poitrine blanche

## Habitat
Cet oiseau se trouve essentiellement en plaine, mais on peut également le trouver dans les collines comme dans celles du district de Nainital (1 300 m), et les parties hautes (1 500 m), de l'état du Kerala, en Inde.
Il vit dans les marécages recouverts d'herbes et de roseaux, les marais, les hautes herbes qui sont mêlées avec les joncs et les arbustes, les massifs de bambous et les broussailles. Il aime les rizières et les plantations de cannes à sucre.
Aux îles Andaman et Nicobar, il aime la mangrove.

## Description
Il mesure environ 32 cm de long et pèse de 160 à 330 g.
Mâle et femelle ont même plumage.

## Comportement
C'est un sédentaire tout au long de son aire de répartition.
Ces oiseaux se déplacent sur de courtes distances et peuvent coloniser de nouvelles zones. Certains d'entre eux ont été les premiers colons sur l'île volcanique de Anak Krakatau. Bien qu'on les trouve le plus souvent dans les zones d'eau douce, on en trouve aussi près des zones d'eau saumâtre et même de mer quand il n'y a pas d'eau douce comme sur les roches volcaniques de l'île Barren dans les îles Andaman.

## Nutrition
Le râle à poitrine blanche est omnivore.
Il se nourrit de vers de terre, de mollusques et d'insectes. Il mange aussi des araignées et des petits poissons qu'il accompagne de graines, de jeunes pousses et de racines de plante qui croissent dans les marais.

## Reproduction
La saison des amours dure de juin à octobre.
Son nid est une petite cuvette peu profonde construite en partie avec des brindilles, des feuilles de massettes et des plantes grimpantes. Il est placé sur l'herbe du sol, dans un sous-bois composé de plantes enchevêtrées en bordure d'une pièce d'eau. On peut aussi le trouver dans un fossé ou un champ de riz.
La femelle y pond de 4 à 9 œufs crème parsemés de taches brun rouge ou gris pourpres. Les parents couvent à tour de rôle.

## Galerie

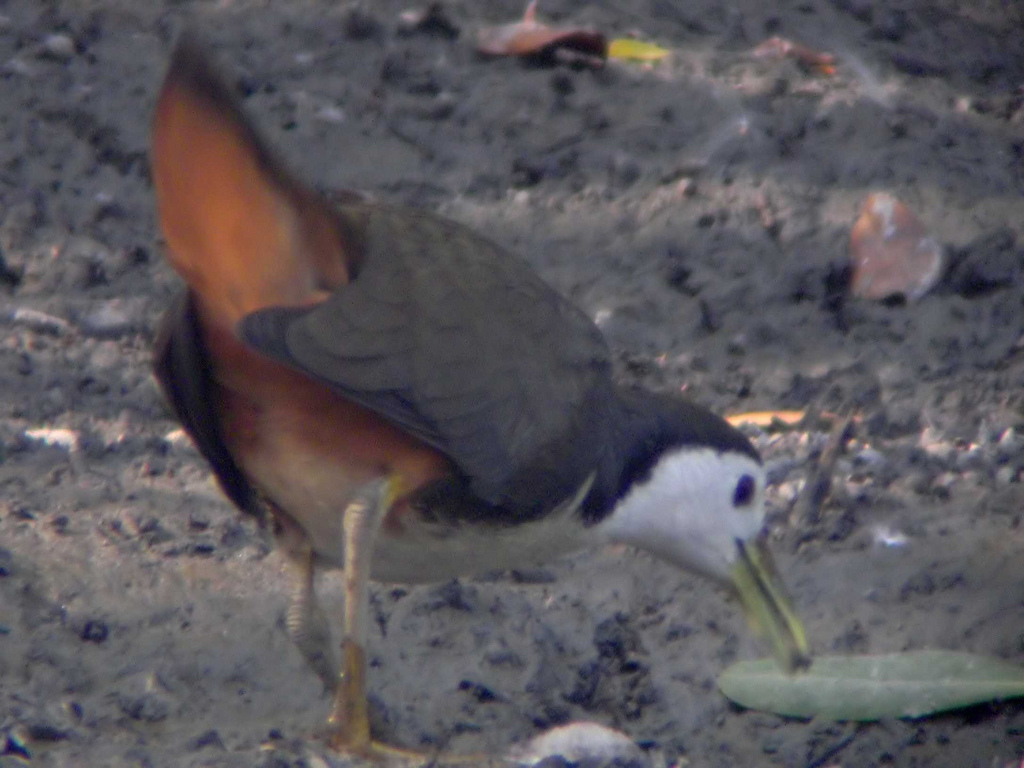
Amaurornis phoenicurus.
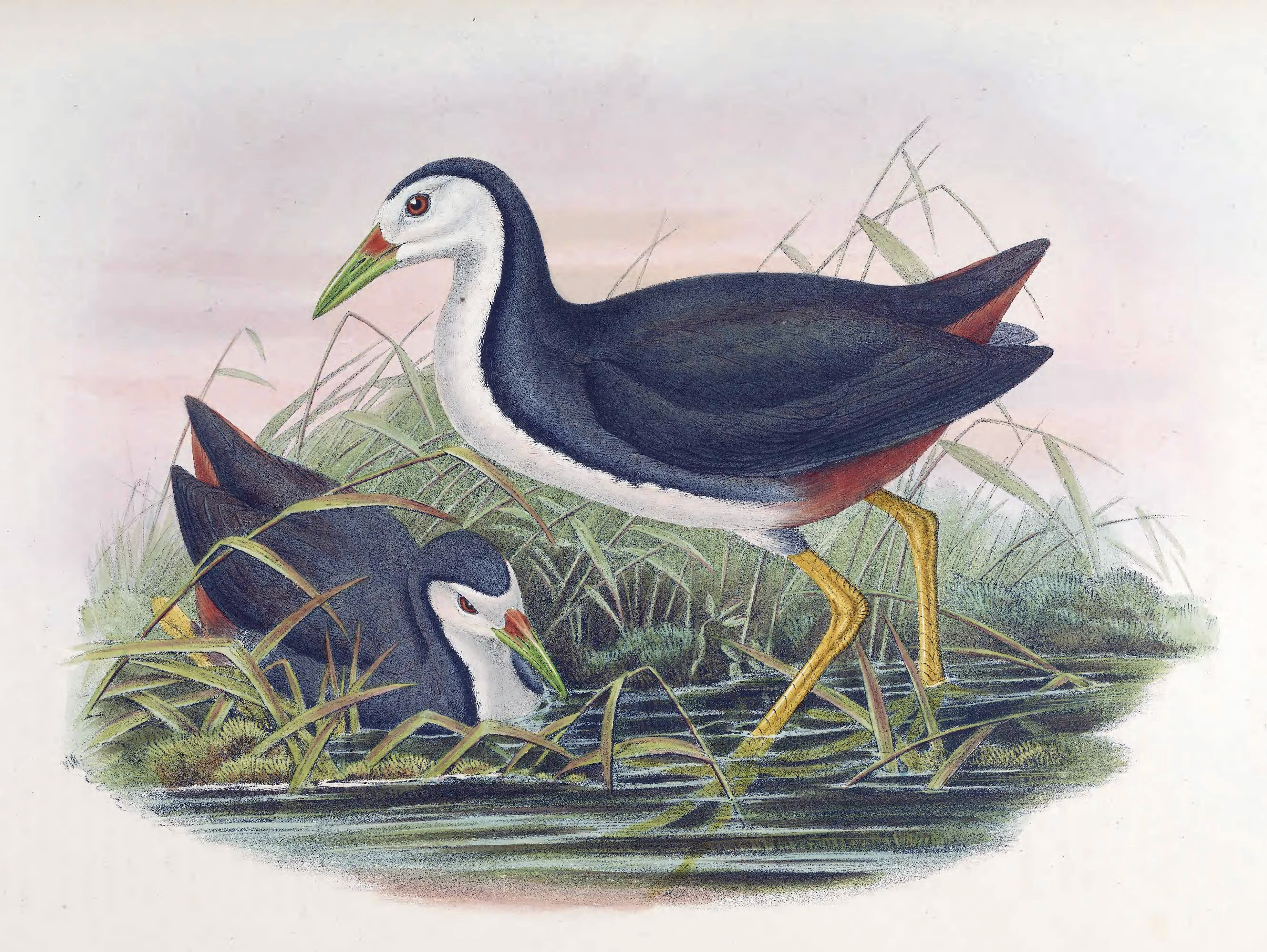
Dessin de John Gould.
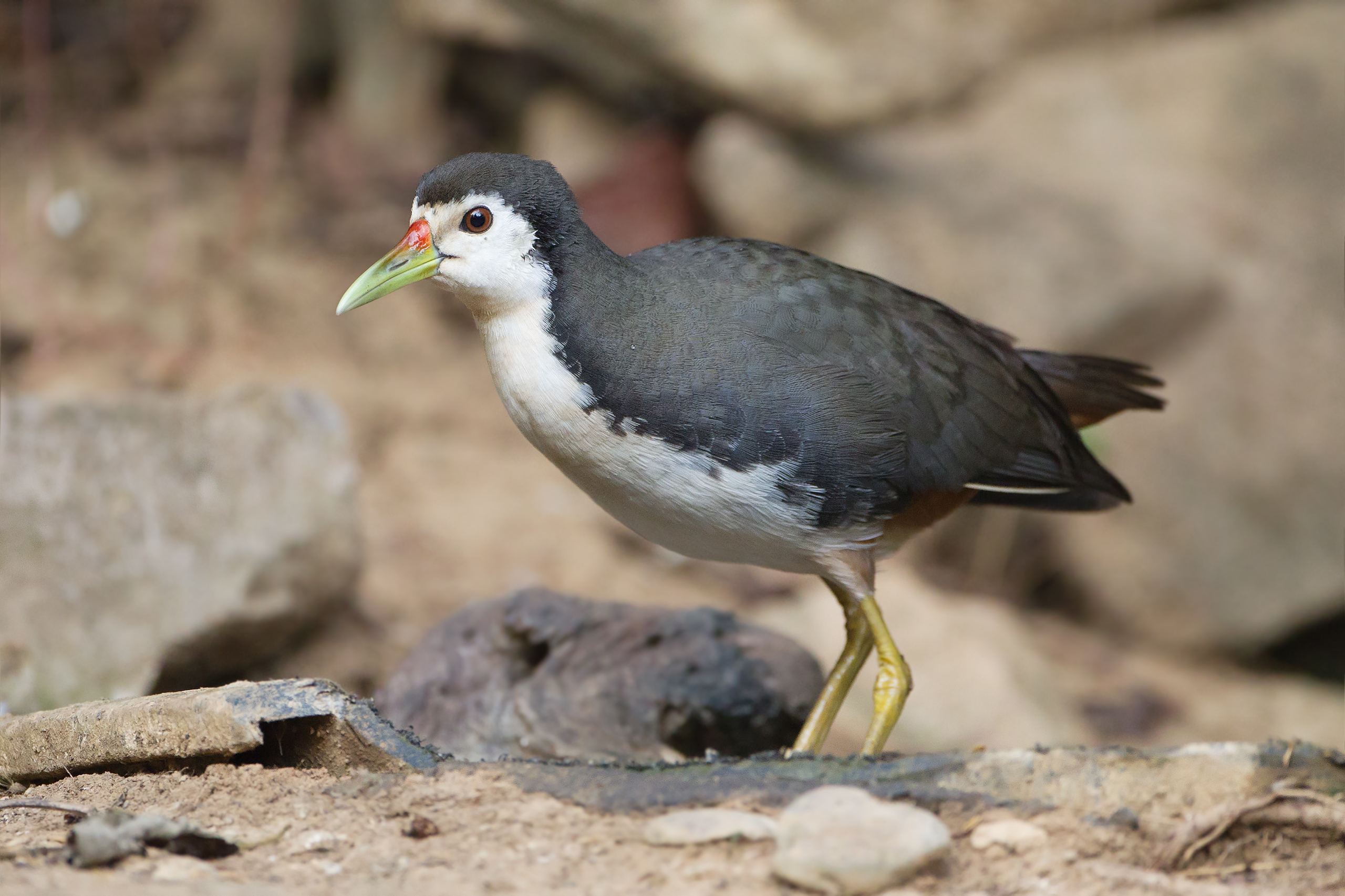
Râle à poitrine blanche, parc national de Kaeng Krachan, Thaïlande

## Sous-espèces
D'après Alan P. Peterson, 3 sous-espèces ont été décrites :
- Amaurornis phoenicurus insularis (Sharpe, 1894).
- Amaurornis phoenicurus leucomelana (Muller, S., 1842).
- Amaurornis phoenicurus phoenicurus (Pennant, 1769).